# باشگاه فوتبال استراسبورگ
باشگاه فوتبال استراسبورگ (به فرانسوی: RC Strasbourg) یک باشگاه فوتبال در شهر استراسبورگ، فرانسه است، و هم اکنون در لوشامپیونه حضور دارد. 
این باشگاه در سال ۱۹۰۶ میلادی تأسیس شده است و یک قهرمانی در لیگ ۱، ۳ قهرمانی در جام حذفی فوتبال فرانسه و یک قهرمانی در جام اینترتوتو را در کارنامه دارد.

## افتخارات

### لیگ
- لیگ ۱ قهرمان (۱): ۱۹۷۸–۷۹
- لیگ ۲ قهرمان (۲): ۱۹۷۷، ۱۹۸۸

### جام
- جام حذفی فوتبال فرانسه قهرمان (۳): ۱۹۵۱، ۱۹۶۶، ۲۰۰۱
- جام اینترتوتو قهرمان (۱): ۱۹۹۵